# ريتشارد تاكر
ريتشارد تاكر (بالإنجليزية: Richard Tucker)‏ هو ممثل أمريكي، ولد في 4 يونيو 1884 في الولايات المتحدة، وتوفي بنفس المكان في 5 ديسمبر 1942 بسبب نوبة قلبية.

## أعمال

### أفلام
- (1927) أجنحة
- (1927) مغني الجاز[1][2]
- (1932) حزم مشاكلك
- (1936) امرأة سيئة السمعة
- (1936) زيجفيلد العظيم

## وصلات خارجية
- ريتشارد تاكر على موقع IMDb (الإنجليزية)
- ريتشارد تاكر على موقع ألو سيني (الفرنسية)
- ريتشارد تاكر على موقع أول موفي (الإنجليزية)
- ريتشارد تاكر على موقع قاعدة بيانات الأفلام السويدية (السويدية)
- ريتشارد تاكر على موقع قاعدة بيانات الفيلم (الإنجليزية)
- ريتشارد تاكر على موقع كينوبويسك (الروسية)